# Václav Horák (fotbalista)
Václav Horák (27. září 1912 Kročehlavy (nyní část Kladna) – 15. listopadu 2000 ?) byl český fotbalista, útočník, československý reprezentant i trenér.
Jeho starší bratr Antonín Horák byl také prvoligovým fotbalistou. Oba začínali s fotbalem v SK Kročehlavy.

## Sportovní kariéra
V lize hrál zprvu ve Viktorii Plzeň, odkud jej získala roku 1935 SK Slavia Praha. Získal s ní mistrovský titul v roce 1937. Poté působil v Ostravě.
V roce 1934 se ještě jako hráč Plzně dostal do reprezentačního týmu na mistrovství světa ve Francii roku 1938, kde nastoupil v zápase 2. kola s Brazílií). Za československou reprezentaci odehrál do roku 1938 celkem 11 zápasů a vstřelil 5 gólů. Další zápasy v reprezentaci zhatila válka.

## Trenérská dráha
Po skončení hráčské kariéry krátce působil i jako trenér Baníku Ostrava (1942–1943, 1948).